# 第八代史賓沙伯爵約翰·史賓沙
愛德華·約翰·史賓沙（英語：Edward John Spencer，1924年1月24日—1992年3月29日），第八代史賓沙伯爵，威爾斯王妃戴安娜的父親、威爾斯親王威廉與薩塞克斯公爵哈里王子的外祖父。

## 家庭
1954年，第八代史賓賽伯爵約翰·史賓賽與法蘭西絲·尚德·基德結婚，兩人共育有2子3女：
1. 莎拉·麥可闊戴爾（英语：Lady Sarah McCorquodale）（1955年－）
2. 珍·費羅爾斯（英语：Jane Fellowes, Baroness Fellowes）（1957年－）
3. 约翰·斯潘塞（1960年），夭折。
4. 黛安娜王妃（1961年—1997年）
5. 第九代史賓沙伯爵查爾斯·史賓沙（1964年－）

史賓沙伯爵與法蘭西絲·尚德·基德於1969年離婚。1976年，史賓沙伯爵與蘭妮·史賓沙結婚。其母親為著名愛情小說作家芭芭拉·卡特蘭。兩人沒有子女。